# فاهي فلين
فاهي فلين (بالإنجليزية: Fahey Flynn)‏ هو مقدم برامج إذاعية أمريكي، ولد في 6 أغسطس 1916 في إسكانابا في الولايات المتحدة، وتوفي في 8 أغسطس 1983 في شيكاغو في الولايات المتحدة.

## وصلات خارجية
- فاهي فلين على موقع IMDb (الإنجليزية)